# 2015年11月香港

## 11月1日
凌晨行政長官梁振英的次女梁齊昕突情緒失控與的士司機口角，友人立刻將齊昕拉走。不久，齊昕母親唐青儀乘的士趕到，當她扶著齊昕準備上的士時，齊昕忽然用左手掌摑母親，眾人立刻勸止，唐即登上的士準備通知司機開車時，被齊昕再度掌摑，事件擾攘約半小時，期間齊昕高呼唐青儀並非其親生母親。梁振英出席公開活動，他抵達活動場地及離開時都未有發言。

## 11月2日
- - 香港金融管理局公布第3季外匯基金勁蝕638億元，按金額計，投資虧損創下2001年有公布季度業績以來最大紀錄，其中香港及其他地區股票分別蝕307及341億元。[3]
  - 早上10時40分，港鐵荃灣綫荔景站至葵芳站之間一段架空路段的路軌發現有斷裂，列車駛經須減速慢駛，令班次延誤，港鐵工程人員立即展開緊急鞏固工程，2.5小時後恢復正常服務。[4]

## 11月4日
11月17日的世界盃外圍賽「港中大戰」，門票早上10時公開發售，所有門票於兩個半小時內售罄。售賣門票的「購票通」（Cityline）網站一度不能登入，旺角大球場亦只售出586張優惠門票，不少球迷對未能購票大感失望，不滿售票安排。有網民在討論區出價求票，開價由數百至逾千元不等，但鮮見有人放售門票。

## 11月6日
- - 經歷立法會財委會36小時審議，第三度闖關、爭議橫跨3年的創新及科技局撥款獲大比數支持通過。[6]
  - 鳳凰優悅於深夜起正式終止數碼聲音廣播。[7]

## 11月8日
天文台錄得市區最高氣溫為28.7℃，為香港7年以來最炎熱的立冬。

## 11月9日
團結香港基金發表首份研究報告，建議推出「補貼置業計劃」，即日後政府所有新建的公共房屋均可租可買或先租後買。報告亦指出未來30年，香港需要開發的土地逾9000公頃，除了加快填海、改劃土地用途及開發棕地，亦建議社會理性討論，在維護大自然生態下撥出適量郊野公園空間，以解燃眉之急。

## 11月11日
- 政務司司長林鄭月娥在鉛水事件爆發4個月後，突然宣布4間涉事承建商肯斥資約2000萬元，為11條受影響公共屋邨、近3萬伙住戶及非住宅用戶提供水費資助。有學者指政府在區選前夕公布計劃，用意明顯，是希望替建制政黨「減壓」。[10]
  - 燒鵝老字號中環鏞記酒家已故第二代掌舵人甘健成，生前因與二弟甘琨禮不和，決定分家，5年前向高等法院申請在海外註冊的鏞記母公司Yung Kee Holdings Ltd.清盤，其間甘健成突然去世，高院及上訴庭先後裁定甘健成一方敗訴，認為本港法院無權處理。[11]

## 11月17日
- - 世界盃外圍賽「港中大戰」，兩隊互有攻守，數度中柱中楣，最終互交白卷0：0完場。警方及足總對賽事採嚴密保安措施，兩地球迷未有衝突，惟奏國歌時有部分港球迷報以噓聲。不少港隊球迷滿意主隊表現，完場後未有散去，留下不斷大唱「香港隊勁揪」。[12]
  - 嶺南大學舉行畢業典禮，約30名文學院畢業生於典禮上抗議，包括上台接受頒授學位時展示「校董無德」或「恥」字標語、放下白玫瑰哀悼「嶺南博雅精神已死」，以及拒絕向主禮的校董會副主席葉成慶鞠躬等。台下則有學生將寫有「我要真學歷，我要選校董」的紙飛機投向台上。[13]

## 11月18日
審計署審計報告發現，有71間已停辦學校沒將空置校舍的實質管有權交給政府。同時發現香港郵政屬下人員逾時工作逾136萬小時，約112萬小時超時補貼涉1.79億元。香港郵政亦未按公務員規例，未讓逾時工作人員先放補假以清償逾工作時數，卻即批出他們放例假。

## 11月20日
創新及科技局成立，楊偉雄獲委任為首任局長。

## 11月22日
2015年香港區議會選舉舉行，投票率高達47%，創歷年新高。泛民、建制都有明星敗陣，至於「傘兵」則有零的突破，有8人當選。唯建制派仍然主導70%議席。

## 11月24日
- - 市建局為免引起法律訴訟，放寬資助房屋項目煥然壹居的申請資格，單身人士都可以申請。不過單身申請人月薪上限達6萬元，引起批評。[16]
  - 特首梁振英主動提及區選結果，表示很高興看到不少年輕人當選，若年輕人有興趣，願意邀請他們在政府委員會工作。[17]
  - 港大民意研究計劃就香港人對各地人民及政府觀感調查，結果發現，1004名受訪者「對香港人的好感」淨值（好感減反感）為29個百分點，首次跌破30點，是2007年調查開展以來的新低。[18]

## 11月25日
- - 引起社會關注，多年前曾陪伴主人街頭賣藥，又被漁護署以違法為由帶走，最後獲酌情處理發還飼養的彌猴金鷹因身體嚴重脫水，多處骨折等問題，難以復原，在獸醫建議下進行安樂死，正式結束其一生[19]。
  - 有環團向法庭申請臨時禁制令，限制地政署長就大埔荔枝山山塘路一幅地皮批出標書，將截標日期延長兩個多月。協助市民申請禁制令的環保觸覺總幹事譚凱邦表示，申請禁制令為針對興建豪宅，並不會影響政府興建公營房屋。[20]
  - 造價已經升至358.9億元的港珠澳大橋香港段工程，路政署深夜突然出稿，承認港珠澳大橋工程需要延遲一年至2017年底建成。

## 11月26日
政制及內地事務局發表優化選民登記制度諮詢文件，提出多項建議，包括要求新登記選民及更改選民登記地址，必須提供住址證明如水費等帳單、公共機構、學校等發出的信件等。

## 11月29日
- - 立法會教育事務委員會舉行逾10小時的公聽會，共80名市民出席表達意見，絕大多數家長要求立即取消小三全港性系統評估（TSA）。
  - 香港足球總會獲得亞洲足協最佳發展成員獎。[21]